# إيثرنت سريعة

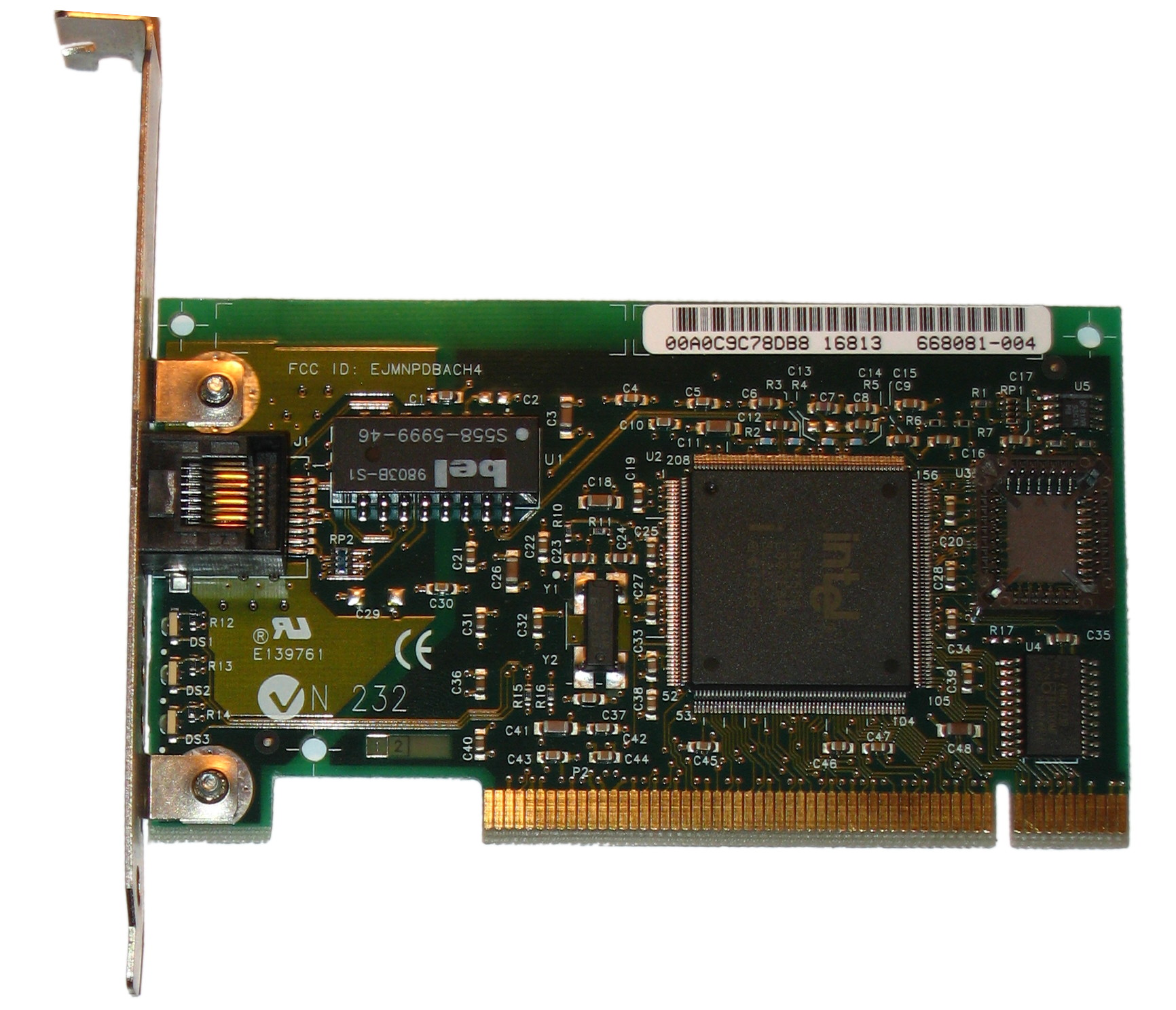

الإيثرنت السريعة هي شبكةٌ من نوع إيثرنت تستطيع تقبَّل سرعة نقل معلومات 100 ميغابت/ثا.